# كارلو سيزار
كارلو سيزار (بالهولندية: Carlo Cesar)‏ هو دراج هولندي، ولد في 7 سبتمبر 1992.

## وصلات خارجية
- كارلو سيزار على موقع أرشيف الدراجات (الإنجليزية)